# William Ellery
William Ellery (Newport, 22 dicembre 1727 – Newport, 15 febbraio 1820) è stato un politico statunitense, padre fondatore degli Stati Uniti, delegato al Congresso continentale per il Rhode Island, firmatario della Dichiarazione d'indipendenza e degli Articoli della Confederazione.
Nel 1764 i battisti si consultarono con Ellery e con il reverendo congregazionalista Ezra Stiles per scrivere uno statuto per il college che divenne poi l'Università Brown; Ellery e Stiles cercarono di attribuire il controllo del college ai congregazionalisti, ma i battisti ritirarono la petizione finché essa non fu riscritta per assicurare un controllo battista. Né Ellery né Stiles accettarono la nomina nel consiglio di presidenza da parte dei congregazionalisti.

## Biografia
Ellery nacque a Newport, nel Rhode Island, il 22 dicembre 1727, il secondo figlio di William Ellery senior e Elizabeth Almy, discendente del colono Thomas Cornell. Fu istruito dal padre, un mercante che si era laureato all'Harvard College; anche lui si laureò allo stesso college nel 1747, studiando greco e latino. Tornò poi a Newport, dove lavorò prima come commerciante, poi come esattore doganale, e poi come impiegato all'Assemblea Generale del Rhode Island. Iniziò a praticare la legge nel 1770 all'età di 43 anni, e divenne attivo nei Sons of Liberty del Rhode Island.
Lo statista Samuel Ward morì nel 1776, ed Ellery lo sostituì al Congresso continentale. Fu uno dei firmatari degli Articoli della Confederazione e uno dei 56 firmatari della Dichiarazione di Indipendenza nel 1776. La dimensione della sua firma sulla Dichiarazione è seconda solo a quella della famosa firma di John Hancock.
Ellery fu anche giudice presso la Corte Suprema del Rhode Island dal maggio 1780 al maggio 1781, e presidente della stessa dal giugno 1785 al maggio 1786. Divenne abolizionista nel 1785. Fu il primo esattore doganale del porto di Newport a svolgere il suo ruolo sotto la Costituzione, e lo rimase fino alla morte. Frequentò la Seconda Chiesa Congregazionalista di Newport.
Ellery morì il 15 febbraio 1820 all'età di 92 anni, e fu sepolto al campo comune nel cimitero di Newport. La Rhode Island Society dei Figli della Rivoluzione e il Capitolo William Ellery delle Figlie della rivoluzione americana celebrano una commemorazione annuale presso la sua tomba nel Giorno dell'Indipendenza.

## Famiglia

Stemma di William Ellery

Ellery sposò Ann Remington di Cambridge nel Massachusetts, figlia del giudice Jonathan Remington, nel 1750. La moglie morì nel 1764 a Cambridge e fu seppellita nella città; Ellery sposò in seguito Abigail Cary nel 1767. Ebbe 19 figli, e tra i suoi discendenti vi sono Ellery Channing, Washington Allston, William Ellery Channing, Richard Henry Dana, Sr., Edie Sedgwick, Paulita Sedgwick, Kyra Sedgwick e Andra Akers. Francis Dana sposò sua figlia Elizabeth; il suo bis-bis-bisnipote, Major Elbert Ellery Anderson (1833-1903) prese uno dei suoi nomi da lui.
Ellery lasciò un ricordo umoristico dei suoi viaggi dal Massachusetts a Filadelfia nel 1778 e 1779, che fu pubblicato in forma seriale sul Pennsylvania Magazine of History and Biography della Historical Society of Pennsylvania (1887).
Da William Ellery prende il nome la città di Ellery, nello stato di New York, e Ellery Avenue a Middletown.